# ملعب يوفنتوس
ملعب يوفنتوس (بالإنجليزية: Juventus Stadium)‏ هو ملعب كرة قدم يقع في تورينو، بييمونتي، إيطاليا، يتسع لـ 41,000 متفرج. وهو الملعب الأساسي لنادي يوفينتوس -أحد أندية دوري الدرجة الأولى الإيطالي-. تم بناء الاستاد في نفس موقع الملعب السابق ملعب ديلي ألبي في تورينو، وهو الملعب الوحيد لكرة القدم التي تعود ملكيتة لنفس النادي في دوري الدرجة الأولى الإيطالي.
افتتح في بداية موسم 2011-2012م، ويتسع لـ 41000 متفرج، تبعُد المدرجات عن أرض الملعب مسافة 7,5 متر، وهذا تحسُّن كبير مقارنة بالملعب السابق استاد ديلي ألبي، فالمسافة بين الصف الاخير من المدرج والملعب هي 49 متر.
أول مباراة لُعِبت على أرض الملعب كانت ودية ضد نادي نوتس كاونتي في 8 سبتمبر 2011م، حيث انتهت المباراة بنتيجة 1-1، سجل ليوفينتوس المهاجم المخضرم لوكا توني، بعد أن فشل فابيو كوالياريلا في تسجيل ركلة جزاء. أما أول مباراة رسمية لُعِبت في 11 سبتمبر 2011 بين يوفنتوس وبارما، سجل ستيفان ليشتستاير الهدف الأول في الدقيقة السابعة عشر.
وفي 20 مارس 2012م، أكد الويفا أن ملعب يوفنتوس سوف يستضيف نهائي الدوري الأوروبي لعام 2014م، سوف يستضيف أيضاً من 14-16 مايو حفل جوائز أعمال الملاعب الرياضية لعام 2012م.

## التاريخ
تم وضع حجر الأساس للملعب في 1 مارس 2009. بدأ بنائه في 2009 وافتتح في 8 سبتمبر 2011. كانت تكلفة إنشاء الملعب € 120 مليون يورو.
اكتمل بناء استاد ديلي ألبي - الملعب السابق لفريق يوفنتوس- في عام 1990م لاستضافة بعض مباريات كأس العالم الذي أقيم في نفس العام. كان انتقال النادي من بيته القديم (استاد كوميونالي) إلى ديلي ألبي محل جدل؛ فقد بني الاستاد الجديد بكلفة عالية، كما أن الوصول إليه أصعب نسبيًا، ومشاهدة المباريات على الطبيعة أقل إمتاعًا لوجود مضمار رياضي. وعلى الرغم من كون يوفنتوس أكثر فريق في إيطاليا يحصل على نسبة مشاهدة من خلال التلفزيون إلا أن الحضور في استاد ديلي البي كان محزن، كان متوسط الحضور الثلث فقط من استيعاب الملعب المقدر بـ 67 ألف متفرج.
اشترى النادي الملعب من المجلس المحلي في عام 2003م، فأثار الكثير من الفرحة لدى مشجعي النادي المخلصين، ثم انتقل نادي يوفينتوس من الملعب القديم الذي لم يحظى بالشعبية بين الجماهير في 2006م، وبدأ التخطيط لبناء ملعب مناسب لاحتياجات النادي. لعب الفريق خلال تلك الفترة مبارياته في الاستاد الأولمبي المرمم حديثًا، والذي لم يحظى بشعبية أيضًا بسبب صغر مساحته.
في نوفمبر 2008م كشف النقاب عن خطط النادي لبناء ملعب جديد بسعة 4100 مقعد في مكان الملعب القديم استاد ديلي البي، بتكلفة 100 مليون يورو (90 مليون باوند)، ويضم مرافق حديثة مثل مقصورات الجلوس.
إن اكتمال ملعب يوفينتوس الرياضي جعل من نادي يوفينتوس النادي الوحيد في الدوري الإيطالي الممتاز الذي بنى واتمتلك ملعبه الخاص بنفس الوقت. وقد وصف رئيس النادي جيوفاني كوبولي جيلي الملعب كمصدر عظيم للفخر.
مراسم افتتاح الاستاد تمت في 8 سبتمبر عام 2011م بمباراة استعراضية تاريخية ضد نادي نوتس كاونتي، انتهت المباراة 1-1، سجل لنوتس كاونتي (وهيوز) وعادل لوكا توني النتيجة في الشوط الثاني. في المقابل وجه نادي نوتس كاونتي دعوة ليوفنتوس لإعادة المباراة في ملعب ميداو لاين في 2012م للاحتفال بالذكرى 150 لنادي كاونتي.
أعلى نسبة حضور للملعب كانت 40944 متفرج، وكانت في آخر مباراة في الموسم في 13 من مايو 2012 ضد أتلانتا، فاز يوفنتوس بالمباراة 3-1.

## التوافق البيئي
يهدف المشروع لضمان أقل تأثير على البيئة في موقع بناء الملعب من خلال استخدام تقنيات متقدمة لاستدامة البيئة. بني الاستاد بحيث يقلل من استهلاك الطاقة من مصادر الطاقة غير المتجددة، من خلال تقليل النفايات والاستخدام الأمثل للموارد المتاحة؛ فيتم توليد الكهرباء التي يحتاجها الملعب باستخدام الطاقة الشمسية المستخلصة من ألواح الخلايا الشمسية، والتي تنتج الماء الساخن لتدفئة غرف التغيير والمطابخ والمطاعم والملعب وباقي الغرف عبر الشبكة الحرارية. وتهدف هذه المصادر البديلة للطاقة لإيجاد نتائج تُلبّي المعايير التي تمليها اتفاقية كيوتو التي تنص على: (تقليل غازات الاحتباس الحراري - عدم تلويث الهواء - لا وجود لمخاوف من الحريق - تكامل الشبكة الحرارية - احتواء مشكلة النفايات - الاستعمال المكثف للطاقة الشمسية من خلال أدوات تعقب الطاقة الشمسية - عدم التسبب بتلوث كيميائي أو تلوث ضوضائي - إعادة استعمال مياة الأمطار - تقليل نسبة المياة المستعملة لري عشب الملعب لـ 50٪).
بالإضافة إلى إنشاء مصنع يتم فيه حفظ بعض المواد من الاستاد السابق ديلي ألبي، وإعادة استخدامها في الاستاد الجديد؛ مما وفر في خزينة النادي مبلغ 2.3 مليون يورو.

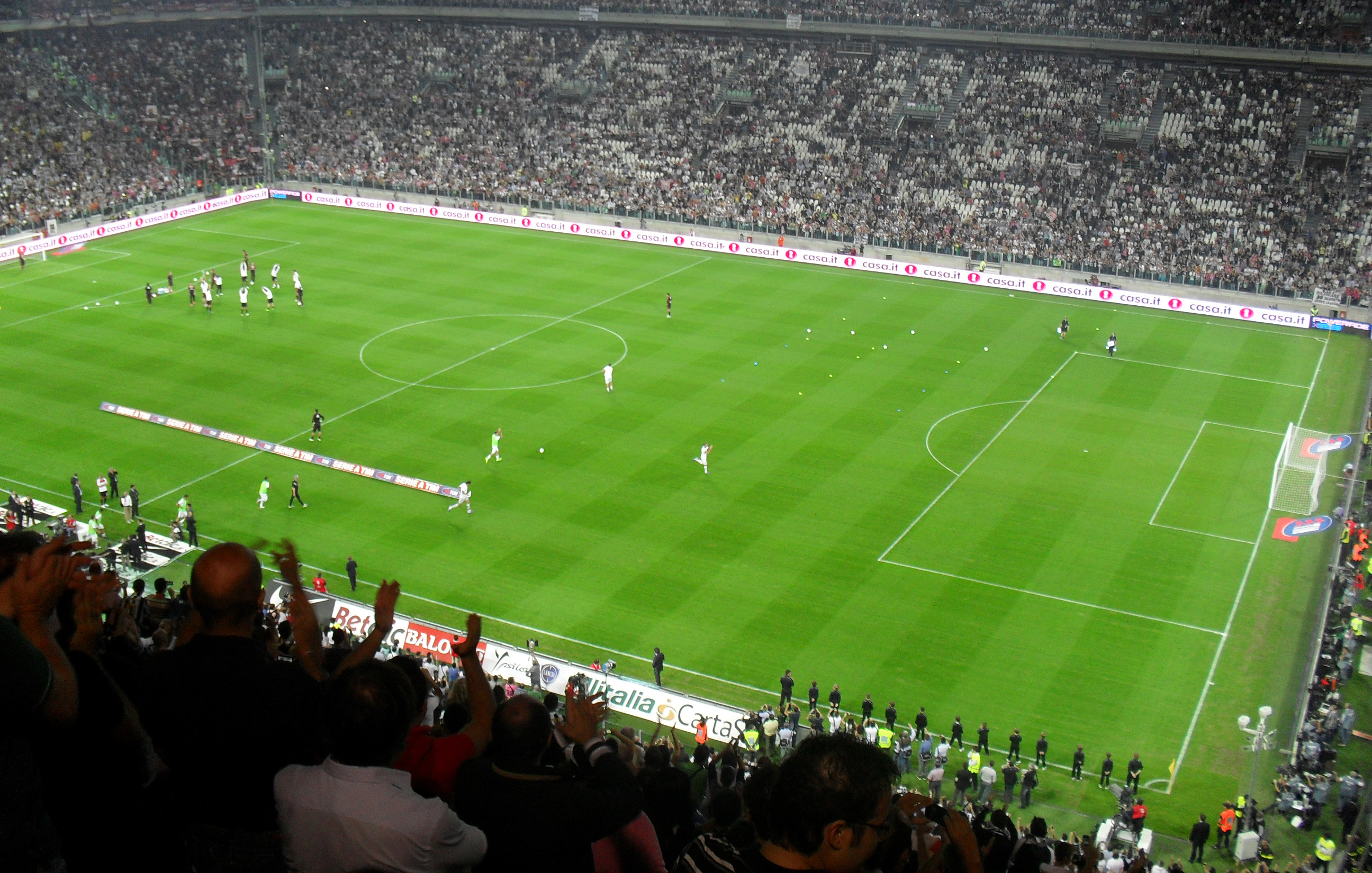
داخل الملعب

## جناح نادي يوفنتوس الممتاز
يضم الملعب 3600 مقعد فاخر، و 64 مقصورة جلوس. وتشمل خدمات النادي: مدخل خاص إلى الاستاد، مقاعد فاخرة مع شاشات LCD شخصية، مطاعم خاصة، حانات، صالات، أطعمة سريعة توزع خلال منتصف المباراة وبعدها، مواقف سيارات محجوزة، وأخيرًا المتحف (بدأت في 2012)
جناح نادي يوفنتوس الممتاز هو مشروع ضيافة الشركات، يستهدف الشركات التي ترغب بالترفيه عن عملائها وشركائها إمّا بغداء أو عشاء داخل ملعب اليوفنتوس قبل المباريات.
وبالإضافة إلى ذلك، الاستاد يضم مجمعًا للتسوق المفتوح على مدار أيام الأسبوع، ومواقف تتسع ل 4000 سيارة، وقد أقيم بالقرب متحف جديد مخصص لتاريخ نادي يوفينتوس.

## حقوق التسمية
وقع نادي يوفينتوس إتفاقيةً مع شركة فايف سبورت الإيطالية؛ تعطيها حق التسمية الحصري، حقوق جزئية دعائية، وحقوق الرعاية للاستاد الجديد. ضمنت الإتفاقية لسبورت فايف حقوق تسمية الملعب، والتسويق لمقصورات الجلوس ومقاعد كبار الشخصيات. كذلك لعب ماركو فاسوني لعب دوراً هاماً قي القطاع التجاري في نادي يوفنتوس، وتدرج في المناصصب ليصبح المدير التنفيذي للمبيعات والتسويق والمسؤول عن منطقة ملعب يوفنتوس. وهو واحد من مهندسي مشروع ملعب يوفنتوس، وكذلك المسؤول الرئيسي عن نشر علامة يوفنتوس التجارية في جميع أنحاء العالم.

## الخدمات

### الجولات السياحية في الملعب
تقدم يوميًا ولمدة 70 دقيقة جولةً سياحيةً حول الملعب الرياضي، يؤخذ فيها الزوار في جولة لرؤية غرف تغيير الملابس، المتحف، المرافق، والملعب.
بدأت الجولات السياحية في نوفمبر 2011م، وكان أول جولة بقيادة لاعب يوفينتوس السابق وعضو المجلس الحالي بافيل نيدفيد. ويتوفر أيضًا مُرشد سماعي للزوار الأجانب باللغات الإنجليزية والفرنسية والألمانية والأسبانية.

### مركز التسوق المسمى بـ (المنطقة 12)
افتتح في يوم 27 أكتوبر مركز التسوق المسمى بـ (المنطقة 12) المجاور للمدرج الرياضي، يحتوي على مايفوق 60 متجرًا، حانين، 3مطاعم، وهايبر ماركت (أي ليكلير-كوندا) الأول للخدمات السيارات؛ والذي يسمح للزبائن بالتسوق عبر الإنترنت، واختيار سلة معبأة بالبضائع. ويعد متجر يوفينتوس الجديد للمصمم جوجارو والمهندس المعماري ألبيرتو رولا أكبر متاجر الأندية الرياضية في إيطاليا، والذي قدرت مساحته بـ 550 متر مربع.
يمتلك مركز التسوق 2000موقفًا للسيارات لكل 800 تغطية، دُعِم من قِبل سان ساستو (مالك سولي)، با النظر إلى الإتفاقية التي وقِّعت بين نوردا كوندا من مودينا، بالتعاون مع شمال إيطاليا لكوندا، (مجلس أسواق المال) من كاربي (ميسوري)، جمعية ريقو إيميلي، واثنان من الشركات الإيطالية المتخصصة في مجال مباني مراكز التسوق.

### متحف نادي يوفينتوس المسمى بـ (المتحف J)
كُشف النقاب عن متحف يوفنتوس الذي يحمل اسم (متحف J) في 16 مايو 2012م، من قبل رئيس النادي اندريا انييلي، ورئيس المتحف باولو قامبرتي. تم فتح الأبواب للجمهور في اليوم التالي، ومن السمات البارزة للمتحف استخدام التكنولوجيا في نطاق واسع لتوفير أسلوب مختلف لفكرة المتاحف التقليدية. ويرأس المتحف المشار إليها من قبل الصحفي الإيطالي باولو قامبرتي، الذي كان يعمل في السابق صحفيًا ومراسلًا لصحيفة لا ستامبا لا ريبوبليكا، وسي ان ان الإيطالية.
كان المتحف مركز اهتمام زوار المدرج الرياضي؛ فبعد أربع أشهر فقط من فتح الأبواب للجمهور، استطاع استقطاب حوالي 40000 زائر.

## الأحداث

### قمة الأعمال للملاعب الرياضية 2012م
استضاف مدرج يوفينتوس الرياضي حفل جوائز الأعمال للملاعب الرياضية المقام في مايو 2012م.

### نهائي دوري أوروبا 2014م
أعلن الاتحاد الأوروبي لكرة القدم في 20 مارس 2012م استضافه ملعب يوفينتوس الرياضي لنهائي دوري أوروبا 2014م. وبهذا تستضيف مدينة تورينو لأول مره نهائي بطولة الاتحاد الأوروبي لكرة القدم للأندية.

## التطورات المستقبلية

### مشروع منطقة كونتيناسا
في 11 يونيو 2010م حصل يوفنتوس على عقد استاجر أرض مساحتها 270860 متر مربع لمدة 50 عامًا من مجلس مدينة تورينو مقابل 1000000يورو؛ بهدف إعادة تطوير المنطقة لمدة تستمر عشر سنوات بسلسلة من المشاريع والاستثمارات ما لا يقل عن 60000000 يورو.
ويتضمن المشروع بناء مقر للنادي في المستقبل، وأمور أخرى سيتم بناؤها في المنطقة، كما تعهد النادي ببناء مدرسة لكرة القدم (مدرسة فريق يوفنتوس لكرة القدم)، وسيتم أيضًا بناء فنادق.